# Доктор Стрэндж (саундтрек)
«До́ктор Стрэндж» (оригинальный саундтрек) — альбом саундтреков к фильму «Доктор Стрэндж» (2016) от компании Marvel Studios, основанному на одноимённом персонаже компании Marvel Comics. Музыка была написана американским композитором Майклом Джаккино. Альбом саундтреков был выпущен студией Hollywood Records в цифровом виде 21 октября 2016 года, а физический формат был выпущен 18 ноября 2016 года.

## Разработка
Американский композитор Кристофер Янг выразил желание написать музыку к фильму. Янг уже работал над фильмами по комиксам — ему принадлежит авторство саундтреков фильмов «Человек-паук: Враг в отражении» (2007) и «Призрачный гонщик» (2007). В августе 2014 года он начал вести переговоры со Скоттом Дерриксоном.
В мае 2016 года Майкл Джаккино сообщил, что напишет музыку к фильму. Режиссер Скотт Дерриксон назвал музыку «волшебством в буквальном смысле этого слова», добавив, что Джаккино «делает то, что делают хорошие сценаристы, то есть он не просто создает музыку, которая поддерживает образы, он добавляет в фильм нечто третье. С его музыкой в нем появляется что-то новое, чего не было с временной музыкой». Партитура была записана на студии Abbey Road Studios, а дополнительная партитура была записана на студии Miraval во Франции. Во время записи Пол Маккартни услышал одну из записываемых реплик Джаккино, которую он сравнил с песней «I Am the Walrus» группы The Beatles.

## Трек-лист
Вся музыка написана Майклом Джаккино.
| №                   | Название                               | Длительность |
| ------------------- | -------------------------------------- | ------------ |
| 1.                  | «Ancient Sorcerer's Secret»            | 2:37         |
| 2.                  | «The Hands Dealt»                      | 2:56         |
| 3.                  | «A Long Strange Trip»                  | 2:28         |
| 4.                  | «The Eyes Have It»                     | 1:23         |
| 5.                  | «Mystery Training»                     | 1:53         |
| 6.                  | «Reading Is Fundamental»               | 1:39         |
| 7.                  | «Inside the Mirror Dimension»          | 4:04         |
| 8.                  | «The True Purpose of the Sorcerer»     | 2:09         |
| 9.                  | «Sanctimonious Sanctum Sacking»        | 7:27         |
| 10.                 | «Astral Doom»                          | 3:41         |
| 11.                 | «Post Op Paracosm»                     | 1:15         |
| 12.                 | «Hippocratic Hypocrite»                | 1:34         |
| 13.                 | «Smote and Mirrors»                    | 6:29         |
| 14.                 | «Ancient History»                      | 4:08         |
| 15.                 | «Hong Kong Kablooey»                   | 3:35         |
| 16.                 | «Astral World's Worst Killer»          | 6:17         |
| 17.                 | «Strange Days Ahead»                   | 5:59         |
| 18.                 | «Go for Baroque»                       | 2:55         |
| 19.                 | «The Master of the Mystic End Credits» | 3:50         |
| Общая длительность: | Общая длительность:                    | 1:06:19      |

### Дополнительная музыка
В начале первой операции играет «Shining Star» группы Earth, Wind & Fire, однако трек «Feels so Good» Чака Менджионе не вошёл в саундтрек к фильму. Дерриксон, фанат Боба Дилана, искал в фильме место для одной из его песен, но не смог его найти. Однако он включил трек «Interstellar Overdrive» группы Pink Floyd.